# Willian Pacho
Willian Joel Pacho Tenorio (n. 16 octombrie 2001, Rosa Zárate⁠(d), Esmeraldas Province⁠(d), Ecuador) este un fotbalist ecuadorian, care joacă pe post de fundaș central la PSG în Ligue 1. Pe plan internațional, are prezențe la națională pentru Ecuador.

## Palmares
Independiente del Valle
- Liga Pro: 2021
- Copa Libertadores U-20 : 2020

Royal Antwerp
- Liga Profesională Belgiană: 2022–23
- Cupa Belgiei: 2022–23[3]

Paris Saint-Germain
- Ligue 1: 2024–25[4]
- Cupa Franței: 2024–25[5]
- Trofeul Campionilor: 2024[6]
- Liga Campionilor UEFA: 2024–25[7]

Individual
- Echipa anului UNFP Ligue 1: 2024–25[8]